# روگلتیمید
روگلتیمید (انگلیسی: Rogletimide) نظر ساختار شیمیایی به داروی آرام‌بخش/ خواب‌آور گلوتتیمید مرتبط است، اما در عوض دارای فعالیت دارویی به‌عنوان یک مهارکننده آروماتاز انتخابی مشابه داروی مربوطه آمینوگلوتتیمید است و اثر آرام‌بخش-خواب‌آور قابل‌توجهی ندارد. این باعث می‌شود که آن را به طور بالقوه در درمان سرطان سینه مفید و عوارض جانبی کمتری نسبت به آمینوگلوتیتیمید داشته باشد، اما قدرت پایین‌تر آن باعث شد که در آزمایش‌های بالینی ناموفق باشد.